# Alejandro Gallardo
Jesús Alejandro Gallardo Durazo (Magdalena de Kino México, 16 de enero de 1988) es un futbolista mexicano.

## Trayectoria
Empezó su carrera en 2007 jugando en Dorados de Sinaloa de la Primera División 'A' su desempeño lo llevó a ser registrado como tercer portero del Atlas de Guadalajara. 
A pesar de que duró por varios años en el club jugó solamente 3 partidos en el máximo circuito su actividad fue mostrada en las fuerzas básicas sub-20 y en la reciente Copa MX, tras poca actividad regresó a la división de ascenso para jugar con el Atlético San Luis donde ha alcanzado a jugar varios encuentros y para el Apertura 2014 fue comprado por el Club Necaxa donde tendrá que demostrar su calidad ya que tiene a varios porteros por delante de él.
Con el club logra el Apertura 2014 con los rayos siendo factor importante en el partido decisivo en la tanda de penales, atajando un penal y así darle la victoria al Club Necaxa.

### Clubes
| Club                        | País          | Año             | Partidos |
| --------------------------- | ------------- | --------------- | -------- |
| Académicos de Tonalá        | México        | 2006            | 0        |
| Dorados de Sinaloa          | México        | 2007            | 2        |
| Académicos de Tonalá        | México        | 2007            | 0        |
| Tiburones Rojos de Veracruz | México        | 2008            | 0        |
| Académicos de Tonalá        | México        | 2008 - 2009     | 5        |
| Atlas de Guadalajara        | México        | 2009 - 2013     | 14       |
| Atlético San Luis           | México        | 2013 - 2014     | 12       |
| Club Necaxa                 | México        | 2014 - 2016     | 33       |
| Correcaminos de la UAT      | México        | 2016 - Presente | 7        |
| Total carrera               | Total carrera | Total carrera   | 63       |

## Títulos

### Campeonatos nacionales
| Título             | Club   | País   | Año  |
| ------------------ | ------ | ------ | ---- |
| Torneo Apertura    | Necaxa | México | 2014 |
| Torneo Clausura    | Necaxa | México | 2016 |
| Campeón de Ascenso | Necaxa | México | 2016 |